# Коровино (Волоконовский район)
Коровино — село в Волоконовском районе Белгородской области России. В составе Староивановского сельского поселения.

## География
Село расположено в восточной части Белгородской области, на левом берегу реки Оскол, в 8 км по прямой к северо-северо-западу от районного центра Волоконовки. Ближайшие населённые пункты: село Новоивановка к северу, выше по руслу Оскола, на том же берегу; село Староивановка к юго-востоку, ниже по руслу Оскола, на том же берегу; село Афоньевка к югу, на противоположном, правом, берегу Оскола.

## История
В 1859 году — Бирюченского уезда «слобода казенная Коровина при реке Осколе» «по правую сторону тракта на город Харьков», церковь православная, 4 ярмарки.
В 1900 году — Бирюченского уезда Волоконовской волости слобода Коровина, 2249,6 десятины земельного надела, церковь, 3 общественных здания, церковноприходская школа, 2 мелочные и 2 винные лавки.
С июля 1928 года село Коровино — в Старо-Ивановском сельсовете Волоконовского района.
В 2010 году село Коровино числится в составе Староивановского сельского поселения Волоконовского района.

## Население
В 1859 году в слободе было 130 дворов, 971 житель (480 мужчин, 491 женщина).
В 1900 году — 229 дворов, 1255 жителей (653 мужчины, 602 женщины).
На 1 января 1932 года в селе — 1065 жителей.
На 17 января 1979 года в Коровине — 341 житель, на 12 января 1989 года — 251 (97 мужчин, 154 женщины), на 1 января 1994 года — 300 жителей, 124 хозяйства. В 1997 году в селе — 121 домовладение и 311 жителей; в 1999 году — тоже 311, в 2001 году — 305.
| 1859 | 1897  | 2002 | 2010 |
| ---- | ----- | ---- | ---- |
| 971  | ↗1151 | ↘310 | ↘257 |

## Инфраструктура
По состоянию на 1995 год в Коровине имелась начальная школа.

## Прославленные уроженцы
- Иван Павлович Петрашов (1913—1991) — Герой Советского Союза, артиллерист.
- Федор Харитонович Водопьянов (1892—1943) — участник Первой мировой и гражданской войн, командир эскадрона в 1-й Конной армии[2].